# Limpa-folha-do-buriti
Trepa-palmeiras ou limpa-folha-do-buriti (Berlepschia rikeri) é uma espécie de ave da família Furnariidae. É a única espécie do género Berlepschia.

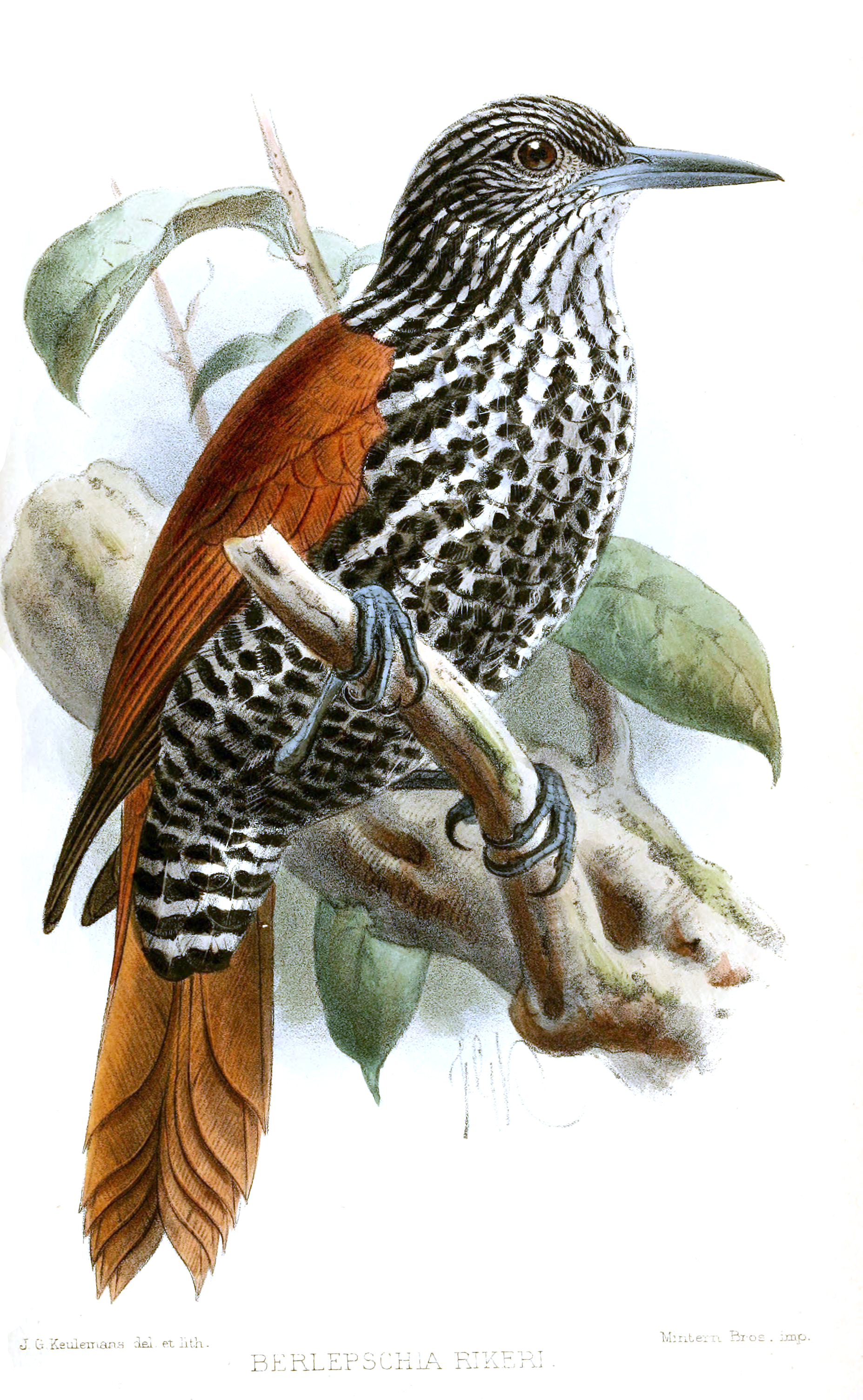
Berlepschia rikeri Keulemans 1889

Pode ser encontrada nos seguintes países: Bolívia, Brasil, Colômbia, Equador, Guiana Francesa, Guiana, Peru, Suriname e Venezuela.
Os seus habitats naturais são: florestas secas tropicais ou subtropicais .